# Стрибки з трампліна на зимових Азійських іграх 1986
Змагання зі стрибків з трампліна на зимових Азійських Іграх 1986 проводилися на стадіоні Окураяма, у Саппоро (Японія) 2 березня. Як демонстрація було представлено лише одне змагання — великий трамплін серед чоловіків. Медалі у цьому змаганні офіційно не зараховуються, тому Японія змогла завоювати всі нагороди.
Найкращий результат показав Дзюн Шібуя (189,5 очок)  та отримав золото, друге місце і срібло з 179,0 очками — посів Садао Шимідзу, третє місце і бронза з 168,3 очками — дісталась Масахіко Такахаші.

## Медалісти
| Дисципліна       | Золото            | Срібло               | Бронза                   |
| ---------------- | ----------------- | -------------------- | ------------------------ |
| Великий трамплін | Дзюн Шібуя Японія | Садао Шимідзу Японія | Масахіко Такахаші Японія |